# Seven Dirty Words
Die Seven Dirty Words („sieben schmutzige Wörter“) sind sieben englischsprachige Wörter, die der US-amerikanische Komiker George Carlin 1972 erstmals in seinem Monolog Seven Words You Can Never Say on Television aufführte. Diese Wörter sind shit, piss, fuck, cunt, cocksucker, motherfucker und tits. Bis 1972 galten diese Wörter als ungeeignet für Radio- und Fernsehsendungen in den Vereinigten Staaten und wurden somit vermieden oder, falls sie in seltenen Fällen verwendet wurden, zensiert. Carlins Liste basierte nicht auf einer offiziellen Statistik, sondern wurde von ihm selbst zusammengestellt.

## Geschichte

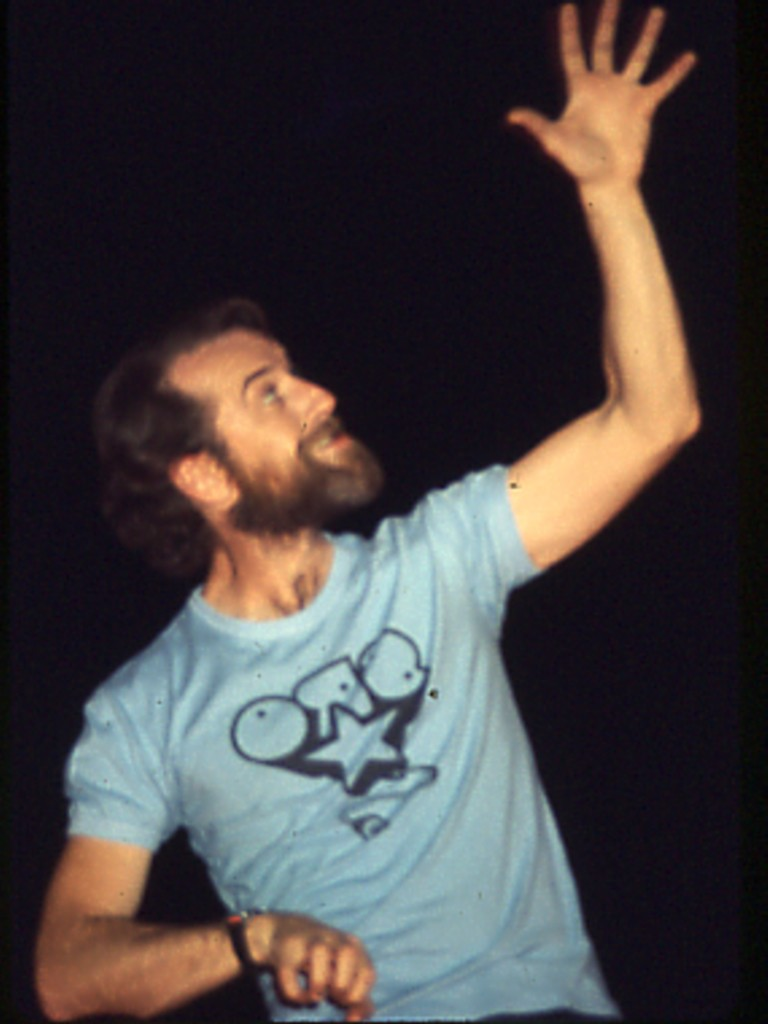
George Carlin in den 1970er Jahren

Der Komiker George Carlin war der Autor eines Monologes mit dem Titel Filthy Words (Schmutzige Wörter). Dieser wurde vom US-Radiosender WBAI am 30. Oktober 1973 ausgestrahlt. Eine Beschwerde bei der Federal Communications Commission (FCC) führte 1978 zu einem Verbot durch den Obersten Gerichtshof. In den Vereinigten Staaten waren „schmutzige“ Wörter bis zu einem Gerichtsurteil eines New Yorker Berufungsgerichts von 2010, das das Verbot als verfassungswidrig einstufte, strengen Einschränkungen unterworfen.
Die Originalzusammenstellung der Wörter lautete shit (‚Scheiße‘), piss („Pisse“ beziehungsweise „pissen“), fuck („ficken“), cunt („Fotze“), cocksucker („Schwanzlutscher“), motherfucker (Arschloch, Scheißkerl, wörtlich „Mutterficker“) und tits („Titten“). Da alle diese Wörter (außer den beiden zusammengesetzten, die aber cock bzw. fuck enthalten) genau vier Buchstaben enthalten, werden sie, zusammen mit weiteren vulgären Wörtern mit vier Buchstaben, auch Four-letter words („Vierbuchstabenwörter“) genannt.
Carlin machte sich in den Jahren nach dem Verbot von 1978 wiederholt über diese und ähnliche Entscheidungen lustig; so las er z. B. am Ende seines Live-Specials Carlin at Carnegie Hall (1982) eine überarbeitete Version seiner Filthy Words vor, eine sehr lange Liste mit weiteren – im US-amerikanischen Sprachgebrauch anstößigen – Wörtern. Das verbotsaufhebende Urteil von 2010 erlebte Carlin nicht mehr; er starb 2008.

## Spätere Verwendungen

### Musik
Die Band Anthrax veröffentlichte auf der Zusammenstellung Attack of the Killer B’s von 1991 das Stück Startin’ up a Posse, dessen Refrain shit, fuck, Satan, death, sex, drugs, rape / these seven words you are trying to take lautet und die Zensur und die damit verbundene Einschränkung der Meinungsfreiheit zum Thema hat.
Das Lied Family Reunion von blink-182 besteht beinahe ausschließlich aus diesen Wörtern und wurde deshalb in den Vereinigten Staaten ausschließlich live gespielt; nur die europäischen Veröffentlichungen enthalten dieses Lied.
Die Single-Auskopplung „7 Words“ aus dem Album „Adrenaline“ hat maßgeblich zum weiteren großen Erfolg der amerikanischen Band Deftones beigetragen. Die sieben schmutzigen Wörter waren außerdem Grundlage für das Hardstyle-Lied City Bitch von Nitrouz.